# Ceratina langi
Ceratina langi är en biart som beskrevs av Cockerell 1934. Ceratina langi ingår i släktet märgbin, och familjen långtungebin. Inga underarter finns listade i Catalogue of Life.